# Neirone
Neirone (ligurisch Neion, Nejon oder Naiùn) ist eine kleine italienische Gemeinde in der Metropolitanstadt Genua mit 885 Einwohnern (Stand 31. Dezember 2023).

## Geographie
Die Gemeinde liegt im Tal Fontanabuona im Ligurischen Apennin. Durch das Territorium von Neirone fließt der Bach Fontanabuona. Die Entfernung zu der ligurischen Hauptstadt Genua beträgt ungefähr 30 Kilometer.
Zusammen mit 16 weiteren Kommunen bildet Neirone die Comunità Montana Fontanabuona.

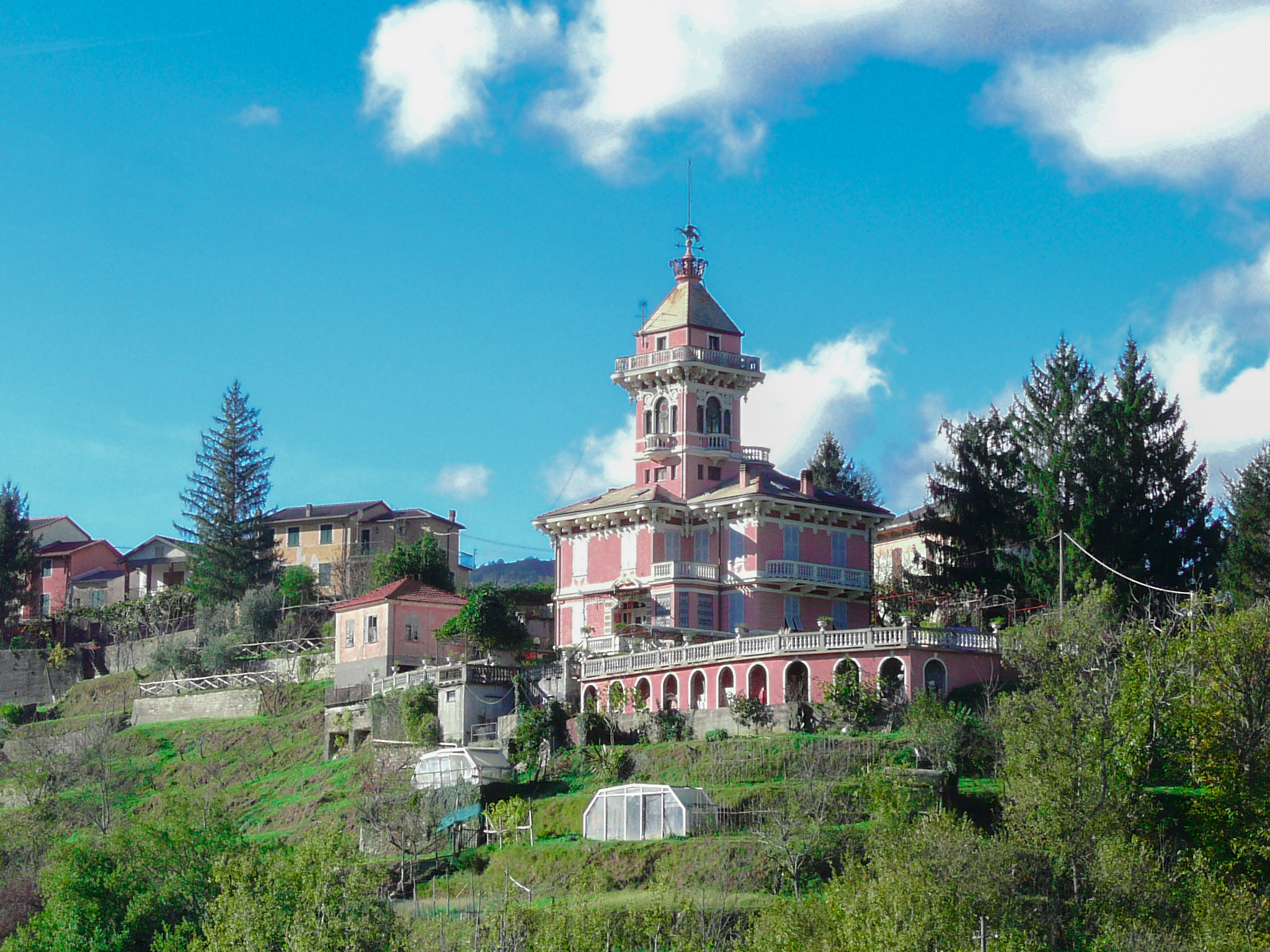
Ognio-villa in Neirone